# Park Ri-ki
Park Ri-ki (koreanisch 박리기, japanisch 朴 利基; * 18. Juli 1992 in Osaka, Präfektur Osaka, Japan) ist ein ehemaliger nordkoreanischer Fußballspieler.

## Karriere
Park Ri-ki erlernte das Fußballspielen in der Korea University im japanischen Kodaira. Seinen ersten Vertrag unterschrieb er am 1. Februar 2015 beim FC Ryūkyū. Der Verein, der in der Präfektur Okinawa beheimatet ist, spielte in der dritten japanischen Liga. 2018 feierte er mit Ryūkyū die Meisterschaft und den Aufstieg in die zweite Liga. Nach dem Aufstieg verließ er den Verein und schloss sich dem Regionalligisten Kōchi United SC an. Am Ende der Saison feierte er mit Kōchi die Meisterschaft der Shikoku Soccer League und den Aufstieg in die vierte Liga. Die Saison 2020 stand er in der Präfektur Osaka beim Viertligisten FC Osaka unter Vertrag. Ende Januar 2021 unterschrieb er einen Einjahresvertrag beim ebenfalls in der vierten Liga spielenden Mio Biwako Shiga. Für den Verein aus Kusatsu stand er 14-mal in der vierten Liga auf dem Spielfeld.
Am 1. Februar 2022 beendete er seine Karriere als Fußballspieler.

## Erfolge
FC Ryūkyū
- J3 League: 2018

Kōchi United SC
- Shikoku Soccer League: 2019